# 성범죄자
성범죄자는 성범죄를 저지른 사람이다. 성범죄를 구성하는 요소는 문화와 법적 관할권에 따라 다르다. 유죄판결을 받은 성범죄자의 대다수는 성범죄에 대한 유죄판결을 받았다. 그러나 일부 성범죄자는 단지 성적인 범주에 포함된 법률을 위반했을 뿐이다. 강제 성범죄자로 분류되는 심각한 범죄로는 성적 폭행, 의제강간, 수간, 아동 성학대, 근친상간, 강간 등이 있다.
일부 성범죄자는 사회에 너무 위험해 석방되지 않는 것으로 간주되어 민사 감금을 당한다. 즉 무기한 계속 감금되어 범죄자에게 의미 있는 치료를 제공해야 하지만 항상 그런 것은 아니다. 미국의 성범죄자 등록법은 덜 심각한 범죄를 성범죄자 등록이 필요한 성범죄로 분류할 수도 있다. 일부 주에서는 공개 배뇨, 해변에서의 성관계 또는 미성년자의 불법 감금도 성범죄에 해당한다.